# Języki północnosłowiańskie
Języki północnosłowiańskie – określenie używane do oznaczenia różnych grup języków słowiańskich.

## Języki zachodniosłowiańskie i wschodniosłowiańskie traktowane łącznie

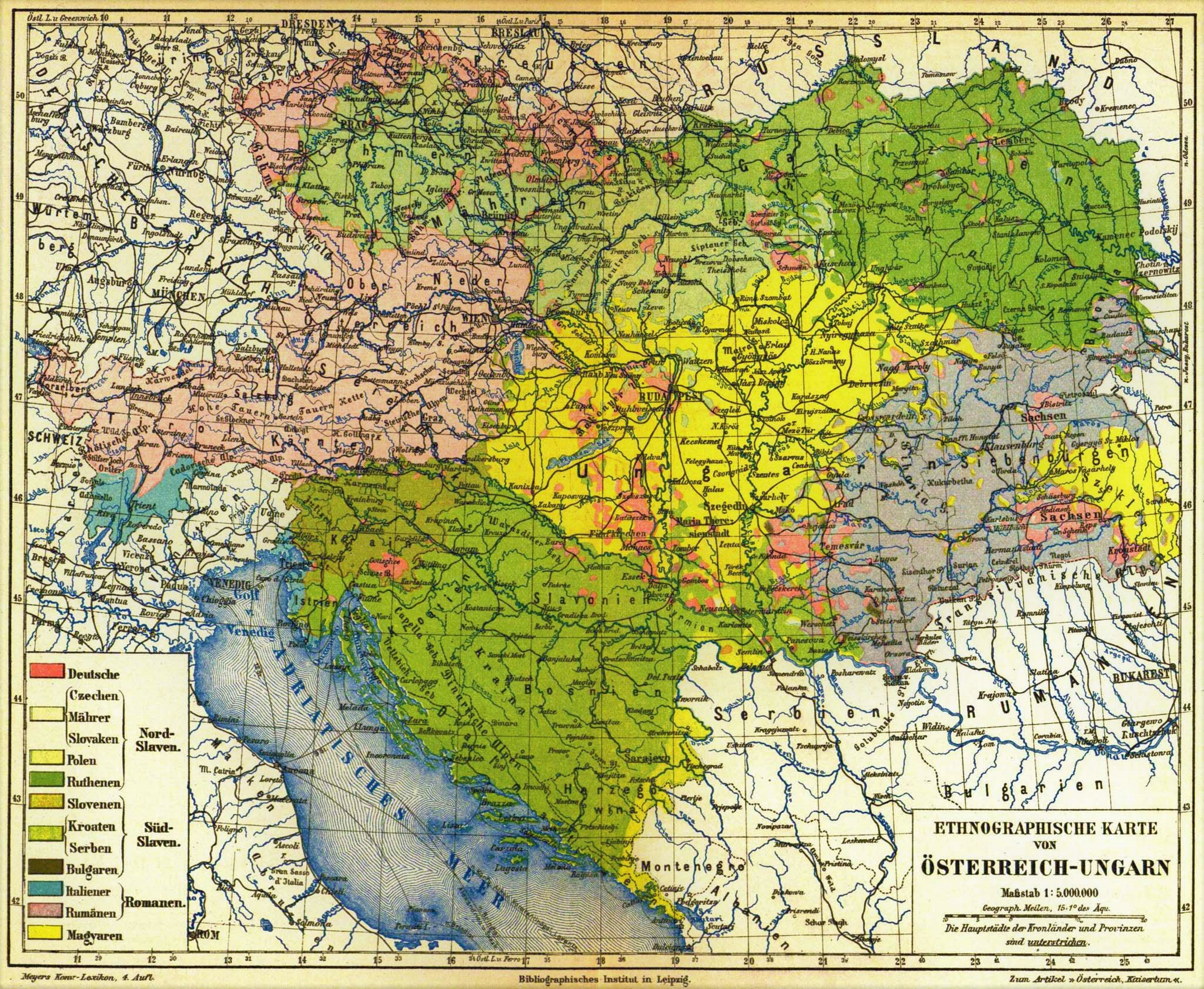
Słowianie Północni przeciwstawieni Słowianom Południowym na mapie etnicznej Monarchii Austro-Węgierskiej

Określenie to może oznaczać języki zachodniosłowiańskie i języki wschodniosłowiańskie traktowane łącznie, przeciwstawiane językom południowosłowiańskim. W IX wieku grupa południowa została odseparowana od pozostałych grup wskutek inwazji Madziarów. Aczkolwiek podział na języki północne i południowe nie jest powszechnie uznany, a w klasyfikacjach języków słowiańskich najczęściej pominięty, określenie północnosłowiański pojawia się często jako skrót myślowy. Do wspólnych cech należy rozwój grup olT-, orT- pod intonacją cyrkumfleksalną w loT-, roT- (pol. łokieć, cz. loket, ros. локоть (łokot´), ale serb.-chorw. lakat) i formy D. l.p., M. i B. l.m. typu dušě, a nie dušę.
W XIX wieku pojęcie było popularne w kręgach panslawistycznych, zwłaszcza w Rosji, gdzie postulowano bliskie pokrewieństwo między Polakami, Czechami a Rosjanami, co również miało usprawiedliwić przynależność Polski do Rosji.

## Wspólny „środkowo-wschodnioeuropejski” substrat genetyczny u Słowian zachodnich i wschodnich
Współczesne badania genetyczne dowiodły, że istnieje głębokie pokrewieństwo genetyczne pomiędzy większością populacji zachodnio- oraz wschodniosłowiańskich zamieszkujących strefę geograficzną od Polski poczynając na zachodzie do rzeki Wołgi na wschodzie, co dowodzi homogeniczność (jednorodność) genetyczną większości Słowian zachodnich oraz wschodnich. U Słowian zachodnich i wschodnich istnieje wspólny „środkowo-wschodnioeuropejski” substrat genetyczny. Zmienność genetyczna wewnątrzpopulacyjna jest większa od zmienności genetycznej pomiędzy poszczególnymi gałęziami Słowian zachodnich i wschodnich, co dowodzi dominantę wspólnego substratu genetycznego, więc pokrewieństwo genetyczne Słowian zachodnich i wschodnich nie było narzucone przez pokrewieństwo lingwistyczne, a uwarunkowane jest wspólnym pochodzeniem jeszcze przedsłowiańskim.

## Hipotetyczna wymarła grupa
Określenie „północnosłowiański” może się również odnieść do hipotetycznej czwartej grupy języków słowiańskich, niezależnej od tradycyjnych języków zachodniosłowiańskich, wschodniosłowiańskich i południowosłowiańskich. Zdaniem niektórych slawistów taka grupa kiedyś istniała, zawierając wymarłe obecnie dialekty słowiańskie, których nie można zaliczyć ani do grupy zachodniej, ani do wschodniej. Dialekt staronowogrodzki, charakteryzowany przez prasłowiańskie archaizmy, które nie przetrwały w żadnym innym języku słowiańskim, według nich był pozostałością takiej grupy.